# Olivia Reeves
Olivia Lynn Reeves (Chattanooga, 19 aprile 2003) è una sollevatrice statunitense campionessa olimpica e mondiale attiva nelle categorie dei pesi massimi leggeri (fino a 71 kg.) e dei pesi massimi primi (fino a 81 kg.).

## Carriera
Dopo essere stata campionessa mondiale juniores, nel 2023 Olivia Reeves ha cominciato ad affermarsi nelle categorie senior, vincendo la medaglia di bronzo nella categoria dei pesi massimi leggeri ai Campionati panamericani di Bariloche con 247 kg. nel totale. Nello stesso anno ha vinto anche la medaglia di bronzo ai Campionati mondiali di Riad con 253 kg. nel totale e la medaglia d'oro ai Giochi Panamericani di Santiago del Cile, gareggiando nella categoria dei pesi massimi primi, con 258 kg. nel totale.
Nel 2024, ritornando alla categoria dei pesi massimi leggeri, ha conquistato la medaglia d'oro alle Olimpiadi di Parigi con 262 kg. nel totale. Qualche mese dopo ha conquistato la medaglia d'oro anche ai Campionati mondiali di Manama con 267 kg. nel totale.